# Isabel Le Brun de Pinochet

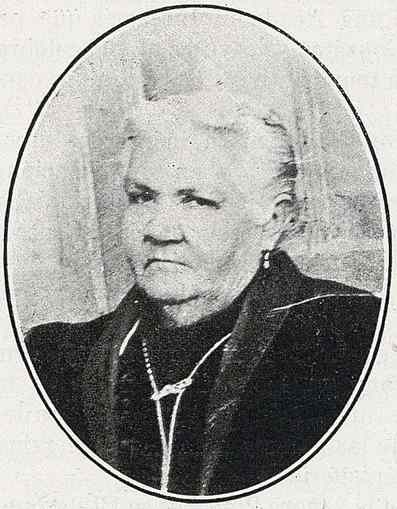
Isabel Le Brun

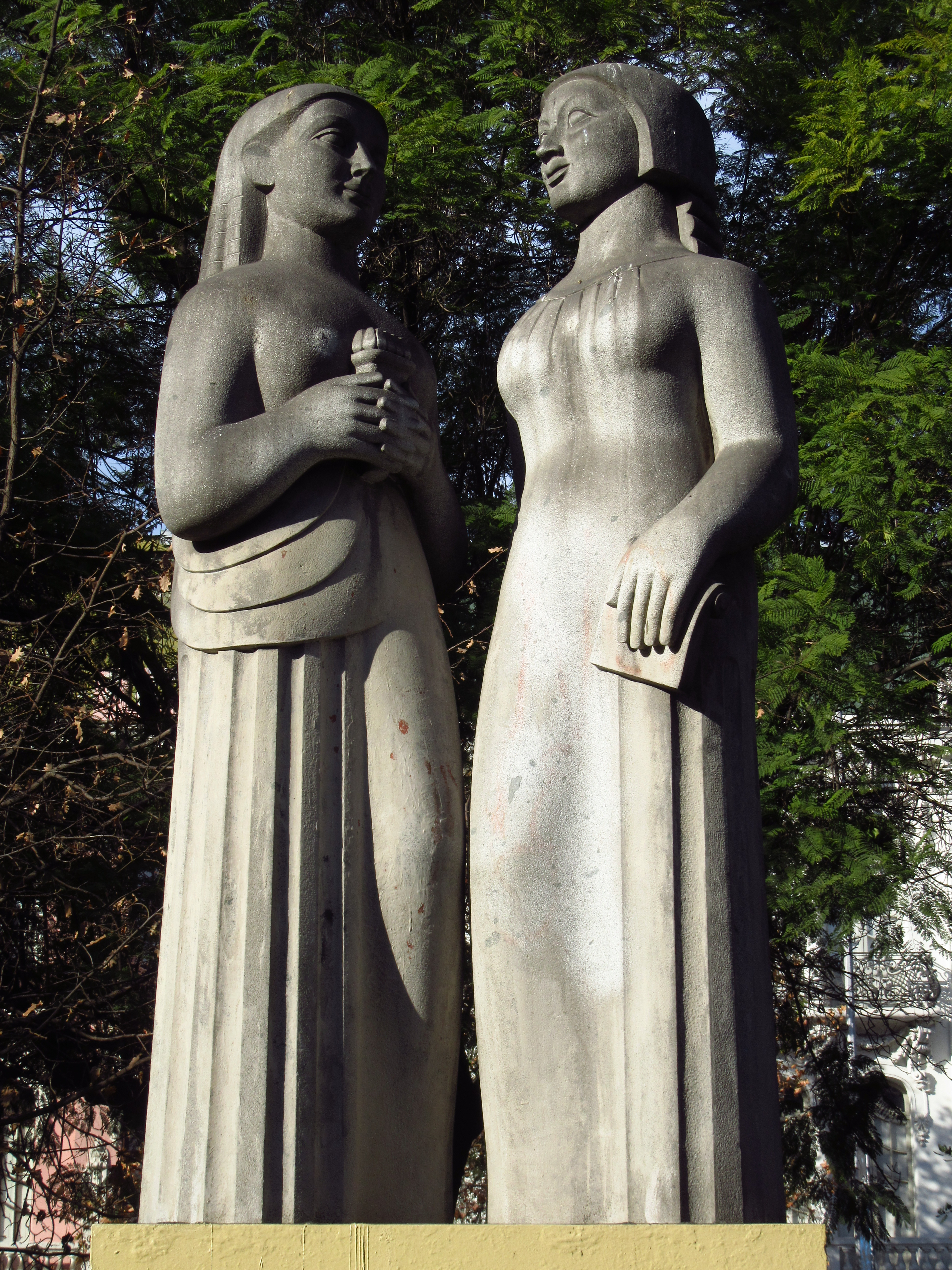
Denkmal für Isabel Le Brun und Antonia Tarragó

Isabel Le Brun de Pinochet (* 1845 in San Felipe, Chile; † 25. Juni 1930 in Chile) war eine chilenische Pädagogin und Frauenrechtlerin. Sie ebnete den Frauen ihres Landes den Zugang zu höherer und universitärer Bildung.

## Leben
Isabel Le Brun gründete 1875 das Liceo Recoleta, das später ihren Namen trug, eine private Einrichtung, die Frauen bis in die Sekundarschule unterrichtete. Vorausgegangen war das etwas ältere und von Antonia Tarragó gegründete Liceo Santa Teresa. Es waren die einzigen Einrichtungen des Landes, die Frauen die gleiche Ausbildung gaben wie Männern.
Le Brun und Tarragó lösten damals eine Mediendebatte aus. Le Brun beantragte, dass ihre Schülerinnen die Prüfungen für die Hochschulreife ablegen sollten, was bis dahin nicht erlaubt war. Die beiden Frauen schickten Eingaben und Briefe an den Rat der Universität von Chile und an die Zeitungen. Leitartikel und Kommentare lösten in Chile eine Diskussion über den Zugang von Frauen zu höherer Bildung aus.
Im Jahr 1877 erstellte der Justizminister Luis Amunátegui ein Dekret, das Frauen bei Zugangsprüfungen denselben Bestimmungen unterwarf, die bis dahin nur für Männer galten.
Als Vertreterin der amerikanischen Frauenbewegung widmete Judy Chicago ihr eine Inschrift auf den dreieckigen Bodenfliesen des Heritage Floor der 1974 bis 1979 entstandenen Installation The Dinner Party. Die mit dem Namen Isabel Le Brun de Pinochet beschrifteten Porzellanfliesen sind dem Platz mit dem Gedeck für die Indianerin Sacajawea zugeordnet.